# أنديرس لارسون
أنديرس لارسون (بالسويدية: Anders Larsson)‏ هو مصارع هاوي سويدي، ولد في 2 يوليو 1892 في فاربيرغ في السويد، وتوفي في 4 يناير 1945 في غوتنبرغ في السويد.

## وصلات خارجية
- أنديرس لارسون على موقع أوليمبيديا (الإنجليزية)
- أنديرس لارسون على موقع اللجنة الأولمبية السويدية (السويدية)